# ذريع
ذريع عبارة عن مجموعة جبلية مكوّنة من ثلاث جبال تقع في محافظة الدوادمي التابعة لمنطقة الرياض وسط السعودية. الجبل الغربي منها يطلق عليه أبو رقيبه والشرقي يطلق عليه أبو حجول أما الجنوبي وهو الكبير معروف باسم أبو شداد وسمي بهذا الاسم لأنه عندما يُنظر إليه خاصة من جهة الشرق يكون وكأنه قد وضع عليه شداد بعير، ويوجد به غار في جهته الشماليّة وهي التي تدور حولها أحداث القصة الأسطورية داب ذريع.

## الموقع
يبعد حوالي 80 كلم عن محافظة الدوادمي غرباً و 10 كلم عن مدينة البجادية جنوباً، وبارتفاع يقارب 1000 متر.

## تاريخ
يوجد في جبل أبو شداد غار في داخله دحل الموجود بداخله الثعبان، دارت حول هذا الثعبان الكثير من القصص والأساطير التي يتناقلها الناس وبالغوا في سردها حتى أصبح لهذا الثعبان شأن عظيم وشهرة طغت على اسم الجبل والدحل فلا يسمى الجبل إلا (بجبل داب ذريع)، وهذا الدحل ضيق المدخل ليس من السهل الدخول فيه، وكثير ما يذكر قصص حول هذا الدحل والعثبان مفادها أن رجلاً من البادية أراد أن يملأ قربته فدخل الدحل فلما رأى الثعبان خاف منه واخرج جنبيته وقتل الثعبان فلما خرج اخبر أصحابه فلاموه على هذا الفعل لأن الثعبان مسالم ولم يتعرض لأحد قبله فنام الرجل مع أصحابه حول الدحل ولما أصبحوا وجدوا الرجل مقتولاً ووجدت آثار زحف الثعبان خارجة من الدحل حتى وصلت الدحل. والقصة ان مجموعة من الحنانية من حرب توجهو إلى ذريع والشرط ان تشرب أنت أو ماشيتك فلما خرقو الشرط ظهر الثعبان وقتله احدهم فهربو فظهر ثعبان اخر وقام بملاحقتهم وذبح ناقة ورجل فلما اصبحوا بحثو عن الثعبان فلم يجدوه ولكن وجدوا اثره فبحثوا حتا وجوده ميتا وظاهرتا احشاؤه فكان احيانا يقفز على الأشواك واحيانا يطير في ظلمة الليل
بالإضافة إلى قصص أخرى منها أن هذا الثعبان يهاجم الحنانية من حرب إذا أرادوا أن يردوا الدحل وأما غيرهم فلا يهاجمهم.